# 구로중학교
구로중학교(九老中學校)는 대한민국 서울특별시 구로구 구로동에 있는 공립 중학교이다.

## 학교 연혁
- 1978년 3월 1일 : 초대 박성탁 교장 취임
- 1978년 3월 3일 : 개교 및 입학식(남 15학급, 여 5학급)
- 1979년 2월 28일 : 1차 30교실 증축 준공
- 1981년 2월 25일 : 제1회 졸업식(남 1,040명, 여 350명)
- 1994년 2월 3일 : 강당 겸 체육관 개관
- 2006년 3월 1일 : 06~07학년도 교육인적자원부지정 정책 연구학교(주5일수업제) 운영
- 2021년 2월 5일 : 제41회 졸업식(141명, 총 26,976명)
- 2021년 3월 1일 : 제18대 송일민 교장 취임
- 2023년 1월 9일 : 제43회 졸업식(178명)
- 2023년 3월 1일 : 서울형 혁신학교 재지정
- 2023년 3월 2일 : 제46회 입학식(143명)

## 참고 자료
- 구로중학교 - 한국교육학술정보원 학교알리미